# مقلية فينوسية
مقلية فينوسية (الاسم العلمي: Alcaligenes venustus) هي نوع من البكتيريا، سلبية الغرام، تتبع المقلية.